# Влодарчик, Кшиштоф
Кшиштоф Влодарчик (пол. Krzysztof Włodarczyk; род. 19 сентября 1981, Варшава, Польша) — польский боксёр-профессионал, выступающий в первой тяжёлой (до 90,7), второй тяжелой (бриджервейт до 101,6 кг) весовой категории. Временный чемпион мира по версии WBC в бриджервейте (2025—н.в). Бывший чемпион мира в первом тяжёлом весе по версии IBF (2006—2007), по версии WBC (2010—2014).  Победил 8 боксёров за титул чемпиона мира.

## Профессиональная боксёрская карьера
Влодарчик дебютировал на профессиональном ринге в мае 2000 года в первой тяжёлой весовой категории. В декабре 2001 года со статистикой 11-0 вышел на титульный поединок с непобеждённым итальянцем Венсенцо Росситто (20-0-1) и завоевал титул интернационального чемпиона мира по версии IBF. В ноябре 2002 года нокаутировал Исмаила Абдула (18-1).
В апреле 2003 года вышел на титульный поединок с россиянином Павлом Мелкомяном в поединке за звание интерконтинентального чемпиона мира по версии WBA. В первом раунде Мелкомян послал в нокдаун Влодарчика. Поляк во втором раунде получил рассечение, а в четвёртом раунде нанёс рассечения россиянину. В пятом раунде рефери прекратил поединок, зафиксировав техническим решением победу Мелкомяну. Влодарчик потерпел первое поражение в карьере.
13 декабря 2003 года Кшиштоф завоевал молодёжный титул чемпиона мира по версии WBC, победив раздельным решением белорусского боксёра Сергея Караневича.
В июне 2004 года Кшиштоф нокаутировал в шестом раунде Алайна Симона и завоевал титул чемпиона мира по версии WBF.
В 2005 году победил Себастьяна Хилла.
25 марта 2006 года Влодарчик победил по очкам бывшего чемпиона мира Имаму Мэйфилда.

### Бои за титул чемпиона мира по версии IBF
В ноябре 2006 года Кшиштоф встретился с непобеждённым американцем Стивом Каннингемом. Раздельным решением в очень плотном бою победил Влодарчик и завоевал титул чемпиона мира по версии IBF в первом тяжёлом весе. Через полгода случился матч реванш, в котором по очкам решением большинства судей победил Каннингем.

### Бои за титул чемпиона мира по версии WBC
В 2009 году Кшиштоф вышел на титульный поединок с чемпионом мира по версии WBC Джакоббе Фрагомени. Поединок закончился вничью. В мае 2010 года Влодарчик снова встретился с Фрогоменни. Нокаутировал его в 8-м раунде и завоевал титул чемпиона мира.
В апреле 2011 года в первой защите титула раздельным и довольно спорным решением выиграл у непобеждённого пуэрториканца Франсиско Паласиоса.
В ноябре 2011 года нокаутировал австралийца Дэнни Грина. Австралиец выигрывал бой по очкам, но в 11-м раунде Влодарчик переломил ход боя.
В сентябре 2012 года снова вышел на бой с Паласиоссом. На этот раз Кшиштоф более уверенно переиграл пуэрториканца по очкам.
21 июня 2013 года в Москве нокаутировал непобеждённого претендента из России олимпийского чемпиона Рахима Чахкиева.
27 сентября 2014 года в Москве потерпел поражение от Григория Дрозда, уступив чемпионский титул россиянину.

### Переход в бриджервейт
25 мая 2025 год в Калише (Польша) встретился с соотечественником №1 рейтинга Адамом Бальски (20-3, 12 КО). На кону польского дерби стоял временный титул WBC в бриджервейте, а основным титулом владеет Кевин Лерена. 43-летний Кшиштоф занимавший 7-е место рейтинга начал с давления на более молодого Бальски. Первая часть боя осалась за Бальски, к тому же на его счету нокдаун в который он послал ветерана в 5-м раунде. Однако Кшиштоф смог переломить ход боя. Бальски получил рассечение (столкновение головами), а в 8-м раунде оказался в нокдауне. В 10-м раунде Бальски снова оказывается в тяжелом нокдауне, смог встать, но состояние вынудило рефери остановить бой. На момент остановки Адам лидировал в счёте у всех трех судей: 81—88, 85—84, 82—87. Кшиштоф Влодарчик в 43 года стал временным чемпионом WBC и может претендовать на бой за основной титул.

## Статистика профессиональных боёв
В таблице перечислены результаты всех поединков боксёров.
В каждой строке указан результат поединка. Дополнительно номер поединка обозначен цветом, который обозначает итог поединка. Расшифровка обозначений и цветов представлена в нижеследующей таблице.
| Пример | Расшифровка                     |
| ------ | ------------------------------- |
|        | Победа                          |
|        | Ничья                           |
|        | Поражение                       |
|        | Планируемый поединок            |
|        | Поединок признан несостоявшимся |
| КО     | Нокаут                          |
| ТКО    | Технический нокаут              |
| PTS    | Решение судей (по очкам)        |
| UD     | Единогласное решение судей      |
| MD     | Решение большинства судей       |
| SD     | Раздельное решение судей        |
| RTD    | Отказ от продолжения боя        |
| DQ     | Дисквалификация                 |
| NC     | Поединок признан несостоявшимся |

| 71 поединков, 66 побед (45 нокаутом), 4 поражения, 1 ничья | 71 поединков, 66 побед (45 нокаутом), 4 поражения, 1 ничья | 71 поединков, 66 побед (45 нокаутом), 4 поражения, 1 ничья | 71 поединков, 66 побед (45 нокаутом), 4 поражения, 1 ничья | 71 поединков, 66 побед (45 нокаутом), 4 поражения, 1 ничья | 71 поединков, 66 побед (45 нокаутом), 4 поражения, 1 ничья                                                                               |
| Бой                                                        | Дата боя                                                   | Соперник                                                   | Место проведения боя                                       | Раундов, время                                             | Комментарии |
| ---------------------------------------------------------- | ---------------------------------------------------------- | ---------------------------------------------------------- | ---------------------------------------------------------- | ---------------------------------------------------------- | --- |
| 59-4-1                                                     | 17 июля 2021                                               | Вадим Новопашин (6-2)                                      | Сувалки Арена, Сувалки, Польша                             | UD 8 (8)                                                   | Счёт судей: 80-72, 79-73 (дважды). |
| 58-4-1                                                     | 30 ноября 2019                                             | Тейлор Мабика (19-4-1)                                     | Закопане, Польша                                           | UD 10 (10)                                                 | Счёт судей: 98-92, 97-93, 96-94. |
| 57-4-1                                                     | 23 марта 2019                                              | Александру Жур (18-2)                                      | Ломжа, Польша                                              | UD 10 (10)                                                 | Счёт судей: 98-93, 97-93 (дважды). |
| 56-4-1                                                     | 6 октября 2018                                             | Аль Сандс (20-3)                                           | Закопане, Польша                                           | TKO 2 (10), 1:19                                           | |
| 55-4-1                                                     | 2 июня 2018                                                | Оланреваджу Дуродола (27-5)                                | Жешув, Польша                                              | UD 10 (10)                                                 | Счёт: 98-92, 97-93 (дважды). |
| 54-4-1                                                     | 10 февраля 2018                                            | Адам Гадаев (17-14)                                        | Ныса, Польша                                               | RTD 2 (8), 3:00                                            | Гадаев оказался от продолжения ссылаясь на травму левого плеча.                                                                          |
| 53-4-1                                                     | 21 октября 2017                                            | Мурат Гассиев (24-0-0-1)                                   | Prudential Center, Ньюарк, Нью-Джерси, США                 | KO 3 (12), 1:57                                            | Бой за титул чемпиона мира по версии IBF в 1-м тяжёлом весе (1-я защита Гассиева).                                                       |
| 53-3-1                                                     | 20 мая 2017                                                | Ноэль Микаелян (22-0)                                      | Познань, Польша                                            | SD 12 (12)                                                 | Счёт: 116-112, 115-114, 113-115. Бой за право стать претендентом на титул чемпиона мира по версии IBF в 1-м тяжёлом весе.                |
| 52-3-1                                                     | 10 декабря 2016                                            | Леон Харт (14-1)                                           | Вроцлав, Польша                                            | UD 12 (12)                                                 | Счёт: 115-113, 116-112 (дважды). Защитил титул чемпиона по версии IBF Inter-Continental в 1-м тяжёлом весе.                              |
| 51-3-1                                                     | 28 мая 2016                                                | Кай Курзава (37-4)                                         | Щецин, Польша                                              | TKO 4 (12), 2:22                                           | Завоевал вакантный титул чемпиона по версии IBF Inter-Continental в 1-м тяжёлом весе.                                                    |
| 50-3-1                                                     | 4 марта 2016                                               | Валерий Брудов (42-7)                                      | Сосновец, Польша                                           | TKO 2 (8) 1:58                                             | |
| 49-3-1                                                     | 27 сентября 2014                                           | Григорий Дрозд (38-1)                                      | Москва, Россия                                             | UD (12)                                                    | Потерял титул чемпиона мира по версии WBC, 7-я защита Влодарчика.                                                                        |
| 49-2-1                                                     | 6 декабря 2013                                             | Джакоббе Фрагомени (3) (31-3-2)                            | Чикаго, США                                                | RTD 6 (12) 3:00                                            | Бой за титул чемпиона мира по версии WBC, 6-я защита Влодарчика.                                                                         |
| 48-2-1                                                     | 21 июня 2013                                               | Рахим Чахкиев (16-0)                                       | Москва, Россия                                             | TKO 8 (12) 2:03                                            | Бой за титул чемпиона мира по версии WBC, 5-я защита Влодарчика. Влодарчик в нокдауне в 3 раунде, Чахкиев в нокдаунах в 6, 7, 8 раундах. |
| 47-2-1                                                     | 22 сентября 2012                                           | Франсиско Паласиос (2) (21-1)                              | Вроцлав, Польша                                            | UD 12 (12)                                                 | 116-112, 117—112, 116—113. Бой за титул чемпиона мира по версии WBC, 4-я защита Влодарчика.                                              |
| 46-2-1                                                     | 13 ноября 2011                                             | Дэнни Грин (31-4)                                          | Перт, Австралия                                            | TKO 11 (12) 2:15                                           | Бой за титул чемпиона мира по версии WBC, 3-я защита Влодарчика.                                                                         |
| 45-2-1                                                     | 2 апреля 2011                                              | Франсиско Паласиос (20-0)                                  | Быдгощ, Польша                                             | SD 12 (12)                                                 | 116-113, 118—112, 113—115. Бой за титул чемпиона мира по версии WBC, 2-я защита Влодарчика.                                              |
| 44-2-1                                                     | 25 сентября 2010                                           | Джейсон Робинсон (19-5)                                    | Вроцлав, Польша                                            | UD (12)                                                    | 117-111, 116—112, 115—113. Бой за титул чемпиона мира по версии WBC, 1-я защита Влодарчика.                                              |
| 43-2-1                                                     | 15 мая 2010                                                | Джакоббе Фрагомени (2) (26-2-1)                            | Лодзь, Польша                                              | TKO8 (12) 0:44                                             | Бой за вакантный титул чемпиона мира по версии WBC.                                                                                      |
| 42-2-1                                                     | 27 ноября 2009                                             | Константин Семердеев (28-11-2)                             | Элк, Польша                                                | UD 8 (8)                                                   | 79-72, 80-71, 80-72. |
| 41-2-1                                                     | 16 мая 2009                                                | Джакоббе Фрагомени (26-1)                                  | Лодзь, Польша                                              | SD 12 (12)                                                 | 114-114, 116—112, 113—114. Бой за титул чемпиона мира по версии WBC, 1-я защита Фрагомени. Фрагомени в нокдауне в 9 раунде.              |

## Тренер
Фёдор Лапин (Архангельск, Россия).

## Личная жизнь
- Супруга Маргарет Вавилоне. Сын — Цезарь (род. в 2002 г.). В октябре 2007 года пара поженилась.
- 21 июля 2011 боксер был доставлен в больницу с диагнозом передозировки антидепрессантов, которые он принял, находясь в депрессии от конфликта с супругой.